# Shaikha Al-Bahar
Shaikha Al-Bahar (em árabe: شيخة البحر) é a CEO do Grupo Adjunto do Banco Nacional do Kuwait (NBK).  

## Educação
Al-Bahar recebeu um diploma de bacharel em marketing internacional pela Kuwait University, além disso, ela participou de programas especializados de gerenciamento em diferentes instituições, incluindo Harvard Business School, Stanford University, Wharton School e Duke University.  

## Carreira
Antes de atuar como CEO do Grupo Adjunto do Banco Nacional do Kuwait em 2014, a maior instituição financeira do Kuwait e um dos maiores bancos do Oriente Médio, ela foi CEO do NBK-Kuwait e ocupou vários cargos executivos no grupo, desempenhando um papel notável na expansão do grupo. No início dos anos 1990, ela esteve envolvida nos acordos de privatização da Kuwait Investment Authority.
Al-Bahar também atua como diretora da Mobile Telecommunications Company KSC, vice-presidente da Watani Investment Company KSCC. Ela também faz parte do conselho do Banco Internacional do Qatar. Ela é membro do Conselho Supremo de Planejamento e Desenvolvimento do Kuwait. Al-Bahar era a presidente da Al Asima Real Estate. 

## Reconhecimento
Al-Bahar foi classificada como a 85ª mulher mais poderosa do mundo pela Forbes em 2012, no mesmo ano em que a Forbes Middle East a listou em primeiro lugar entre as 100 mulheres de negócios árabes mais poderosas em empresas listadas. Al-Bahar foi classificada como a 8ª mulher árabe mais poderosa de 2012 pela Arabian Business.